# Geolycosa rafaelana
Geolycosa rafaelana este o specie de păianjeni din genul Geolycosa, familia Lycosidae. A fost descrisă pentru prima dată de Chamberlin în anul 1928. Conform Catalogue of Life specia Geolycosa rafaelana nu are subspecii cunoscute.